# Drajinți, Vidin
Drajinți (în bulgară Дражинци) este un sat în comuna Rujinți, regiunea Vidin,  Bulgaria. 

## Demografie
Componența etnică a satului Drajinți
     Bulgari (94,41%)
     Romi (5,58%)
     Nicio identificare (0%)
     Altele (0%)
La recensământul din 2011, populația satului Drajinți era de 179 locuitori. Din punct de vedere etnic, majoritatea locuitorilor (94,41%) erau bulgari, cu o minoritate de romi (5,58%). Pentru 0,0% din locuitori nu este cunoscută apartenența etnică.